# أجراس المساء (لوحة)
أجراس المساء (الروسية: Вечерний звон، رومنة: Vecherniy zvon) هي لوحة زيتية رسمها الفنان الروسي إسحاق ليفيتان عام 1892. تصور اللوحة ديرًا في منعطف النهر في ضوء المساء. يُعتقد أنها نسخة مختلفة من لوحة سابقة من عام 1890، Quiet Abode [الروسية]
 الذي يصور ديرًا مشابهًا. تم وضع لوحة أجراس المساء في معرض تريتياكوف بالعاصمة موسكو منذ عام 1918.

## التاريخ

### الخلفية
خطرت فكرة رسم لوحة تصور ديرًا عند غروب الشمس في ذهن إسحاق ليفيتان في عام 1887، أثناء إقامته في سلوبودكا بالقرب من زفينيجورود ومراقبة دير سافينو-ستوروجيفسكي عند غروب الشمس. بعد ذلك بعامين، أثناء وجوده في بليوس ، زار ليفيتان يوريفيتس بحثًا عن زخارف جديدة للوحات وصادف ديرًا صغيرًا، مما أشعل من جديد رغبته في إنشاء مثل هذا المشهد الطبيعي. .

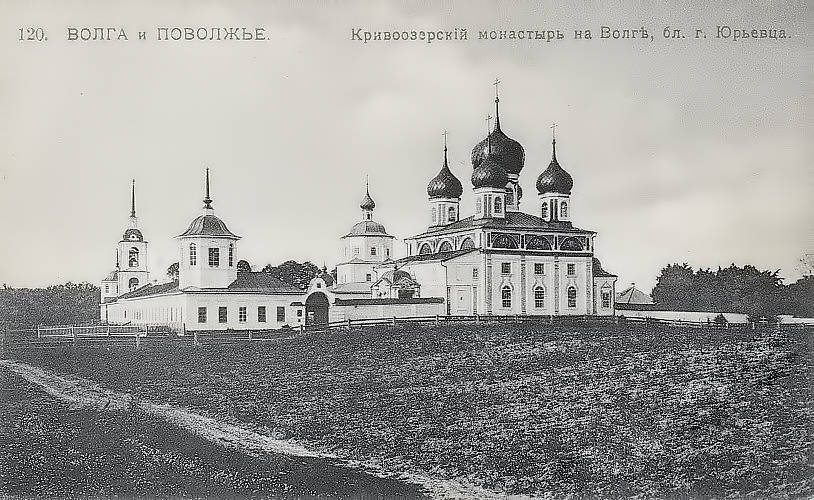
Krivozero Monastery على نهر الفولغا بالقرب من يوريفيتس (صورة عام 1913)

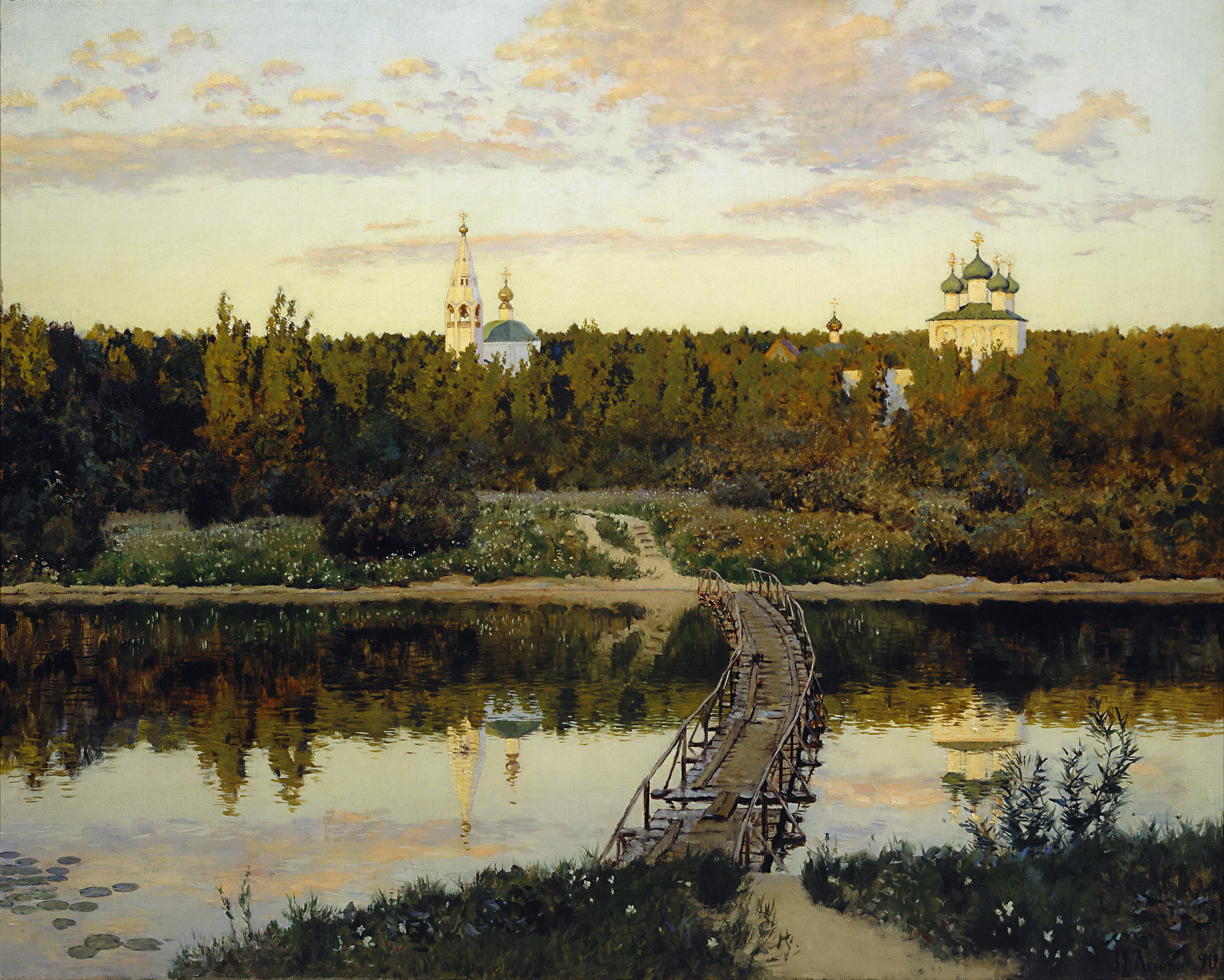
Quiet Abode (زيت على قماش، 1890، معرض تريتياكوف

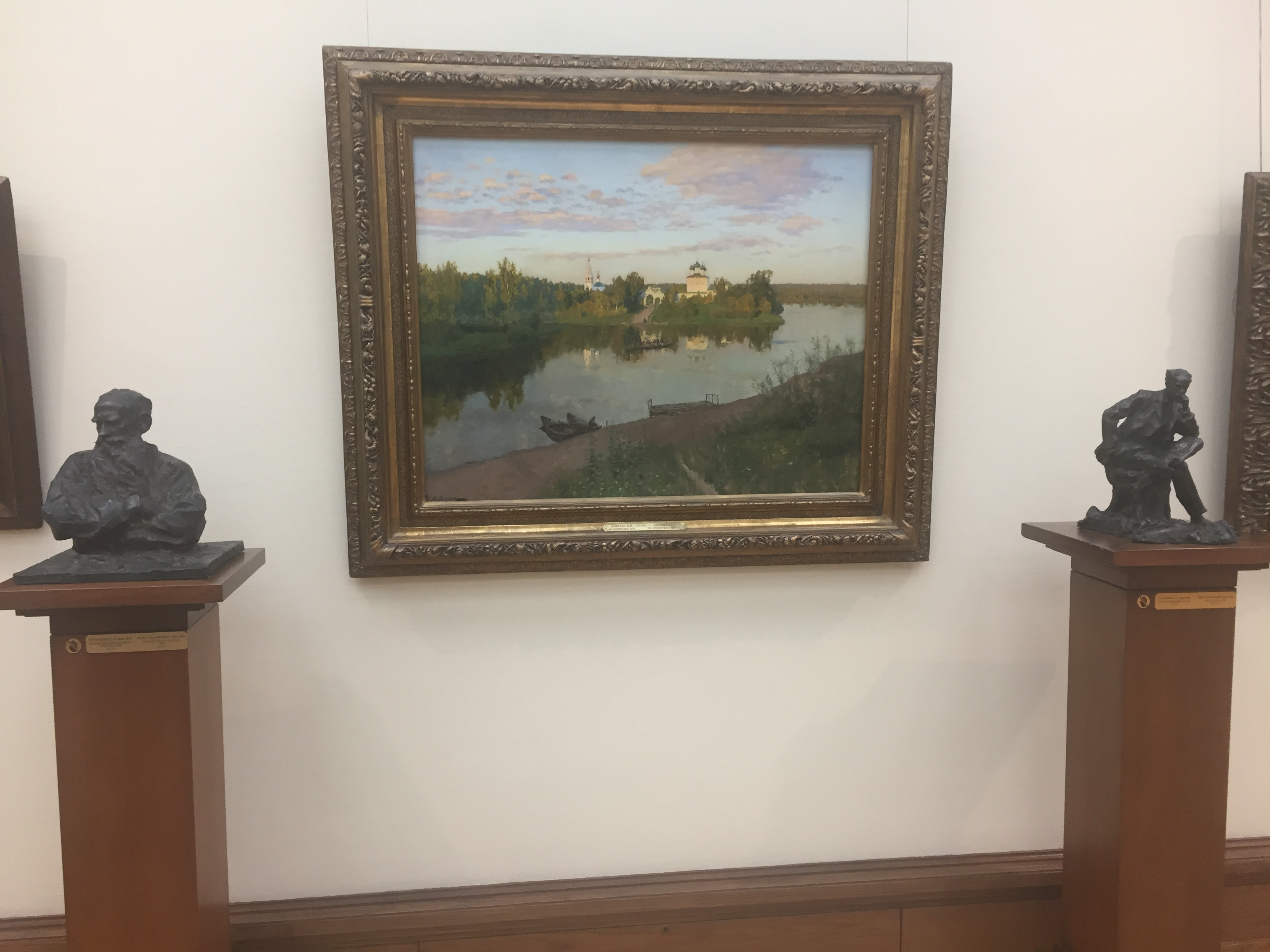
أجراس المساء في قاعة ليفيتانوف بمعرض تريتياكوف